# The Execution of Mary Stuart
The Execution of Mary Stuart er en amerikansk stumfilm fra 1895 af Alfred Clark. Den omhandler henrettelsen af Marie Stuart.